# Cecidomyia resinicola
Cecidomyia resinicola är en tvåvingeart som först beskrevs av Osten Sacken 1871.  Cecidomyia resinicola ingår i släktet Cecidomyia och familjen gallmyggor. Inga underarter finns listade i Catalogue of Life.